# Washington Luiz Mascarenhas da Silva
Washington Luiz Mascarenhas da Silva, kurz Washington, (* 17. Juni 1978 in São José dos Campos, Brasilien) ist ein ehemaliger brasilianischer Fußballspieler.

## Karriere
Washington begann seine Karriere 1998 beim São José EC. Zu Beginn seiner Profikarriere verbrachte er eine Saison beim griechischen Verein Skoda Xanthi, ehe er wieder zum São José EC zurückkehrte und dort in die Profiliga aufstieg. Nachdem er von 2000 bis 2005 bei verschiedenen brasilianischen Vereinen unter Vertrag gestanden hatte, ging er zu Palmeiras São Paulo. Er erzielte bei der Copa Libertadores fünf Tore. In den Jahren 2006 und 2007 wurde er vom japanischen Verein FC Tokyo und vom brasilianischen Verein Sport Recife ausgeliehen. 
In der Saison 2007/08 wechselte er zum türkischen Verein Torku Konyaspor; 2008 wurde er von der Associação Portuguesa de Desportos ausgeliehen. 2009 wechselte er zum EC Vitória. 2010 ging Washington zum Ceará SC und wurde dort 2011 Torschützenkönig. Im Dezember 2011 unterschrieb er für die Saison 2012 einen Vertrag beim ABC Natal. In der Saison 2012/13 wechselte er zum Brasiliense FC. In den Jahren 2013 und 2014 war er bei drei weiteren brasilianischen Vereinen unter Vertrag. Sein letzter Klub war 2015 bis 2016 der Atlético Joseense.

## Titel und Ehrungen
Americano
- Taça Guanabara: 2002
- Taça Rio: 2002

Sport Recife
- Staatsmeisterschaft von Pernambuco: 2007

Vitória
- Staatsmeisterschaft von Bahia: 2009

Ceará
- Staatsmeisterschaft von Ceará: 2011

ABC
- Taça Cidade do Natal: 2012

Brasiliense
- Staatsmeisterschaft des Distrito Federal (Brasília): 2013

Torschützenkönig
- Copa Libertadores: 2010 mit SE Palmeiras (5 Tore)